# Hatari
 Hatari este o trupă islandeză techno, industrială și punk rock din Reykjavík. Imaginea lor publică încorporează elemente ale anticapitalismului și ținutei inspirate de BDSM. Trupa este formată din Klemens Hannigan, Matthías Haraldsson și Einar Stefánsson și a lansat un album și o piesă extinsă, cuprinzând mai multe single-uri. Hatari a reprezentat Islanda la Concursul Muzical Eurovision 2019 cu piesa lor „Hatrið mun sigra”, terminând pe locul 10 în finală.

## Istorie

### Istorie timpurie (2015–2018)
Grupul Hatari a fost format la jumătatea anului 2015 de către verii Klemens Hannigan și Matthías Haraldsson. La acea vreme, Klemens începuse să scrie muzică electronică pentru care Matthías avea să ofere partea vocală.  Ulterior, Klemens a prezentat piesele lui Einar Stefánsson, care s-a alăturat duo-ului ca baterist.   Klemens și Einar, împreună cu bateristul Sólrún Mjöll Kjartansdóttir, au format anterior trupa Kjurr la sfârșitul anului 2012; în trupă, Klemens a cântat la chitară și a furnizat partea vocală, în timp ce Einar cânta la bas.  Pe tot parcursul anului 2016, Hatari a cântat de cinci ori, inclusiv apariții la Reykjavík, la Eistnaflug, la Festivalul LungA și la Norðanpaunk, înainte de spectacolele de desfacere de la Iceland Airwaves, desfășurate la Kex Hostel din Reykjavík, la 31 octombrie și 6 noiembrie 2016.   Play-ul extins al trupei (EP), numit Neysluvara, a fost lansat prin Svikamylla ehf. prin Spotify și Bandcamp la 31 octombrie 2017.  Înainte de lansarea EP-ului, trupa a lansat și videoclipuri muzicale pentru două melodii din EP, „Ódýr” și „X”.   În decembrie 2017, Hatari a contribuit la piesa „Hlauptu”, lansată pe albumul Horror de Cyber. 
Pe 21 decembrie 2018, Hatari a anunțat că consiliul de administrație al Svikamylla ehf. trecuse o rezoluție de dizolvare a trupei.  Cu toate acestea, Hatari nu s-a dizolvat, deoarece au apărut la Eurosonic Noorderslag, un eveniment muzical organizat în Olanda, la scurt timp după aceasta.  Simultan la anunțul de dizolvare, Hatari a lansat videoclipul pentru un nou single, „Spillingardans”.  

### Concursul Muzical Eurovision (2019)

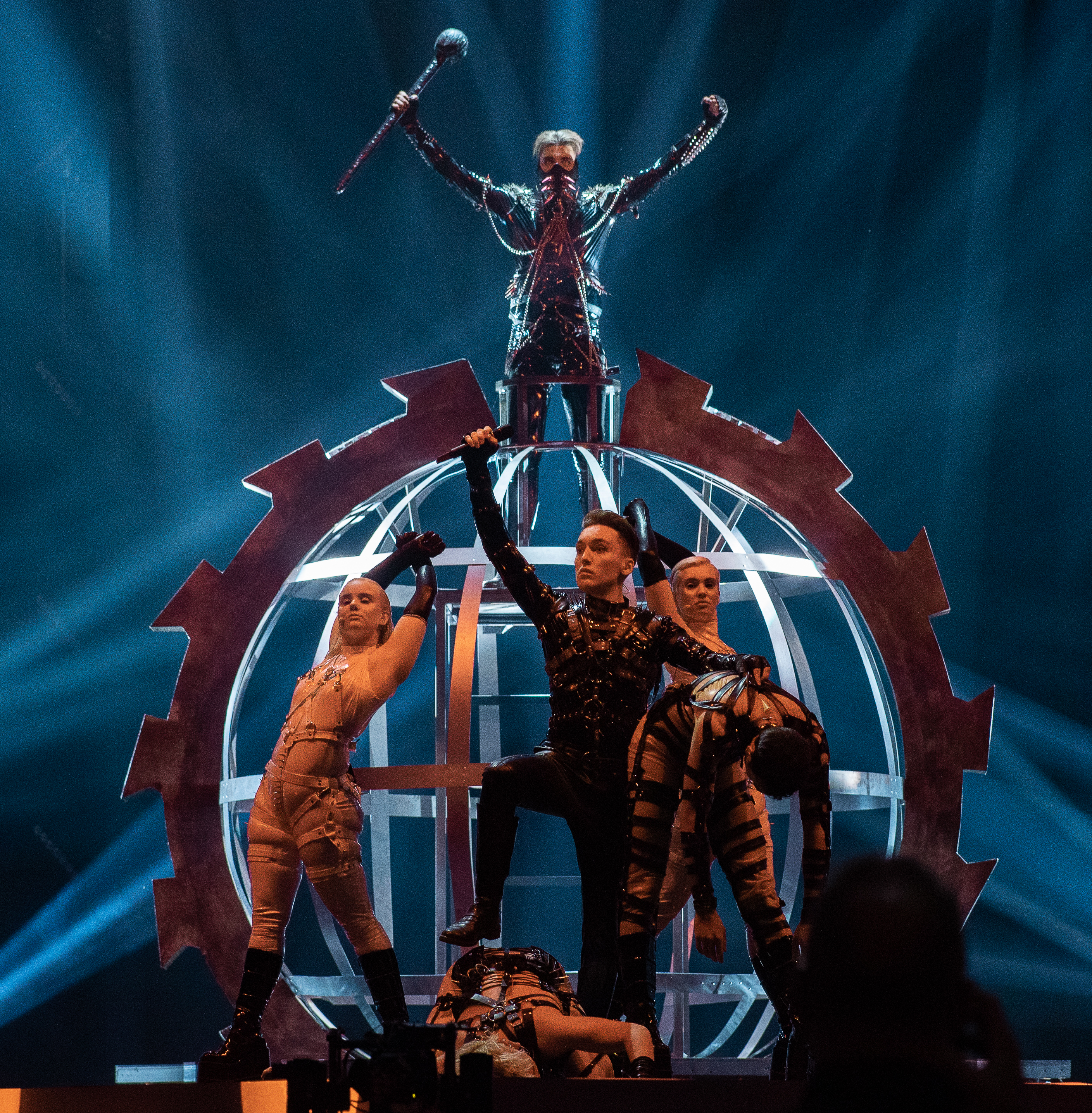
Eurovision 2019

În ianuarie 2019, Hatari a fost confirmat ca unul dintre cele zece acte care concurează la Söngvakeppnin 2019, selecția națională a Islandei pentru înscrierea sa în Concursul Muzical Eurovision 2019, cu noua lor piesă „ Hatrið mun sigra ”. Hatari a câștigat Söngvakeppnin 2019 în luna martie a acelui an și a reprezentat astfel Islanda la Eurovision Song Contest în mai.  
Înainte de competiție, Hatari a ajuns pe prima pagină cu o serie de declarații politice cu privire la ocupația israeliană a Palestinei și a altor chestiuni, rezultând ca Jon Ola Sand, supervizorul executiv al Uniunii Europene de radiodifuziune (EBU), să îi avertizeze că au atins limita răbdării EBU și că ar fi descalificați în cazul în care ar alege să facă declarațiile politice pe scena.  Cu toate acestea, când scorul obținut prin televot al Islandei a fost anunțat la finalul finalei, membrii Hatari au ținut pancarte care afișau drapelul Palestinei .  Drept urmare, EBU a amendat RÚV cu €5,000, cea mai mică pedeapsă posibilă.  În final, Hatari a primit 232 de puncte în finală, terminând pe locul 10. 

### Istoric ulterior (2019 - prezent)
Pe 23 mai 2019, ziua concertului lor de revenire acasă, Hatari a lansat „Klefi / صامد”, un single cu muzicianul palestinian Bashar Murad, împreună cu un videoclip muzical .   Videoclipul a fost filmat în deșertul din Ierihon, Palestina, iar piesa conține versuri în islandeză și arabă.  Un alt single, „Klámstrákur”, a fost lansat în octombrie.  Primul album al trupei, Neyslutrans, a fost lansat pe 17 ianuarie 2020, conținând și toate cele patru single-uri anterioare.  Hatari urmează să facă turul Europei pe tot parcursul anului 2020 în turneul „Europa se va sfărâma”, cu Cyber ca act de susținere.  

## Membri
Hatari este format în principal din muzicienii Klemens Hannigan, Matthías Haraldsson și Einar Stefánsson, precum și mai mulți colaboratori.  

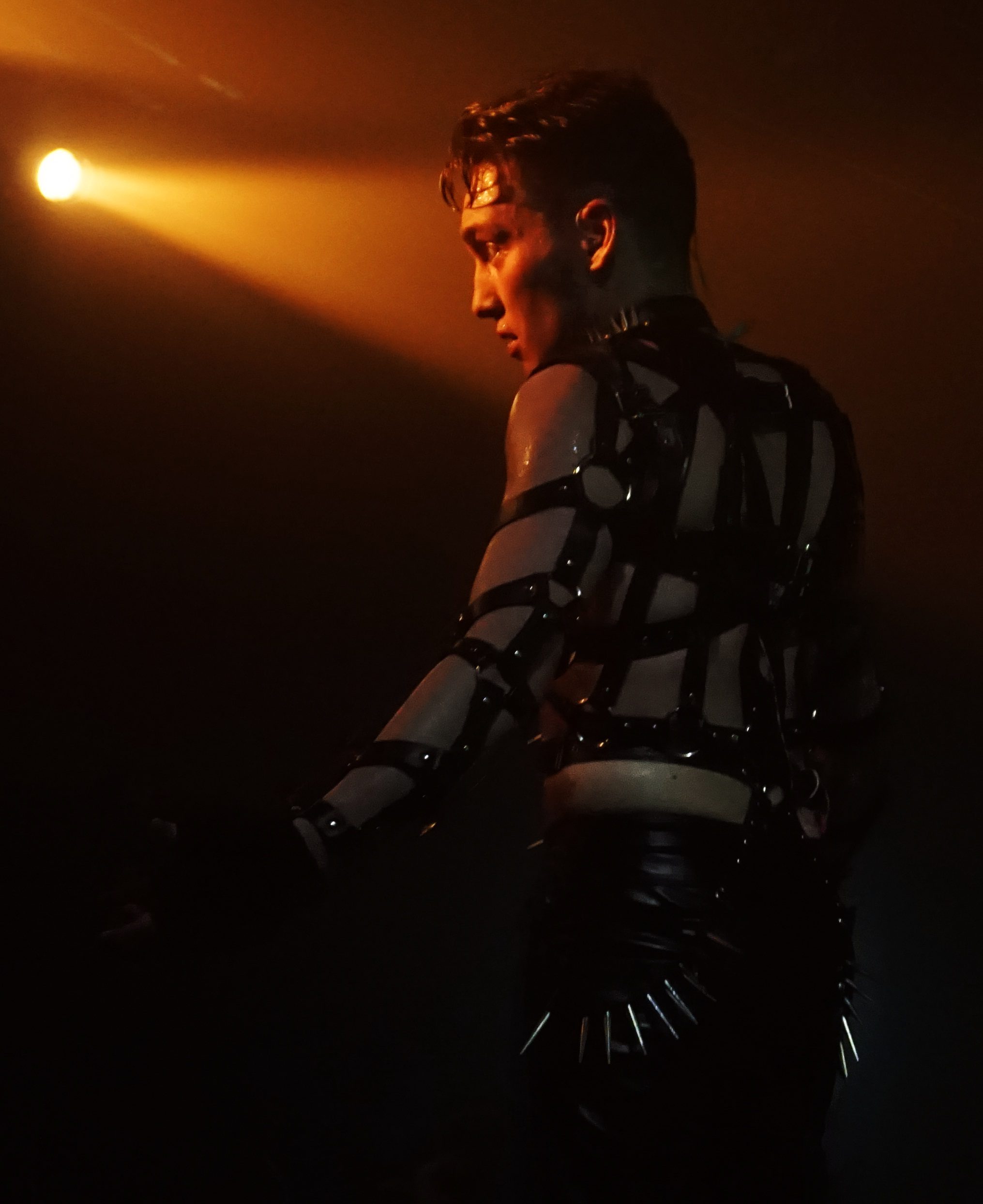
Matthías Haraldsson în timpul unui concert din Londra, 2019

### Klemens Hannigan
Klemens Nikulásson Hannigan ( în vârstă de 25–26 de ani) este unul dintre cei doi vocaliști din grup, fiind văr cu Matthías.   Este fiul lui Nikulás Hannigan, șeful diviziei de birouri comerciale din Ministerul Afacerilor Externe al Islandei și Rán Tryggvadóttir, avocată pentru firma juridică LMB Mandat. Klemens are două fiice cu partenera sa, Ronja Mogensen. A absolvit Tækniskólinn ca tâmplar.  

### Matthías Haraldsson
Matia Tryggvi Haraldsson ( în vârstă de 25–26 de ani) este celălalt vocalistul din grup.   Este fiul lui Gunnhildur Sigrúnar Hauks, artistă, și al lui Haraldur Flosi Tryggvason, proprietarul LMB Mandat și fratele mamei lui Klemens, Rán.  În afara Hatari, Matthías este un dramaturg; a absolvit Universitatea de Arte din Islanda cu o piesă individuală, intitulată Griðastaður (română:"Sanctuar "), care a fost jucată ulterior la teatrul Tjarnarbíó din Reykjavík.   Ulterior, Matthías a câștigat premiul „Newcomer of the Year” la Grímuverðlaunin 2019.  El a acționat, de asemenea, ca reporter pentru radiodifuzorul islandez RÚV .  

### Einar Stefánsson

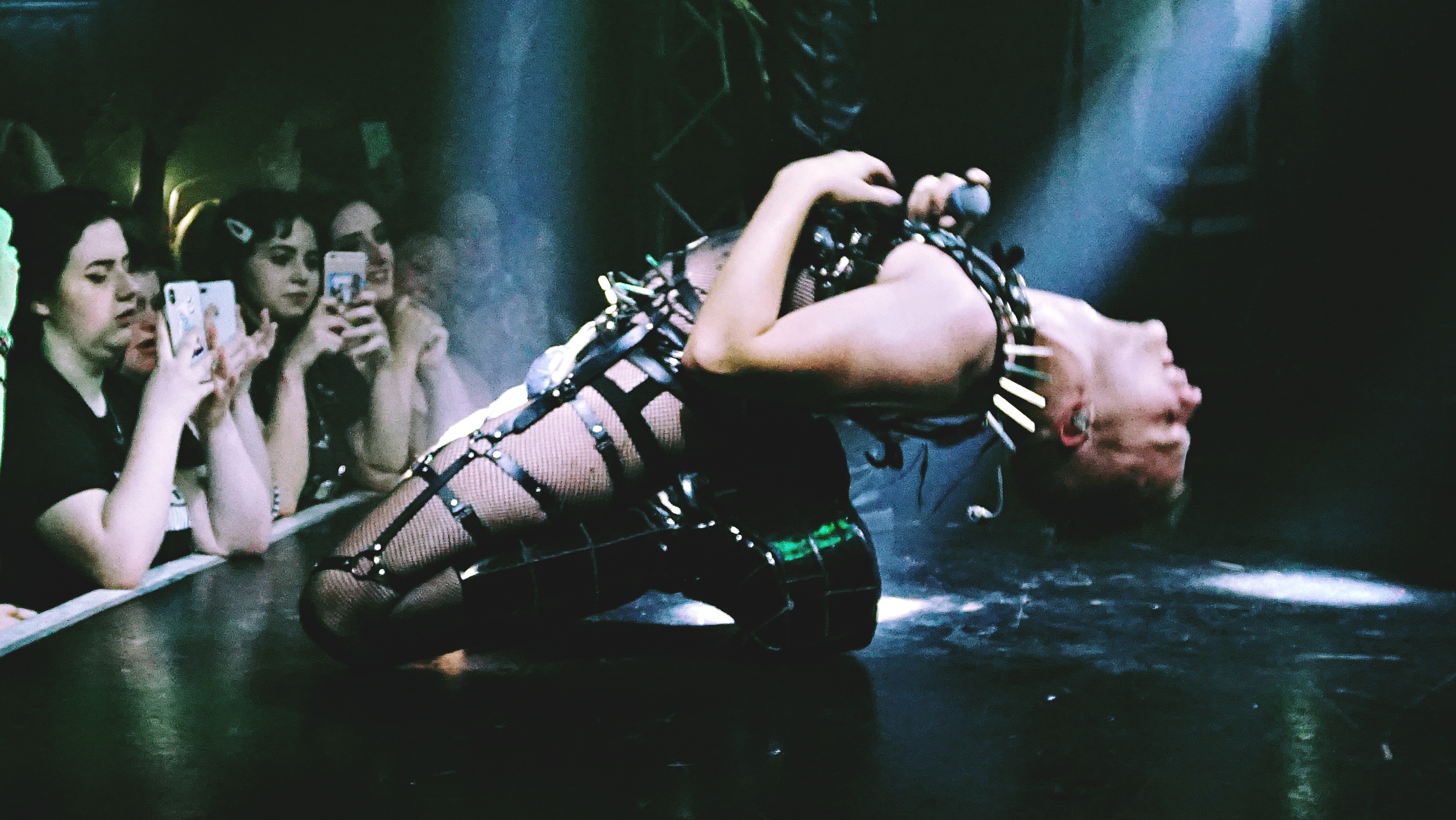
Klemens Hannigan în timpul unui concert din Londra, 2019

Einar Hrafn Stefánsson (cunoscut și sub numele de Einar Stef ) este bateristul și producătorul grupului.  Este fiul lui Stefán Haukur Jóhannesson, ambasadorul islandez în Regatul Unit.  În afara Hatari, el este, de asemenea, basistul Vök, un grup indie pop și electronica islandez format în 2013. Einar este într-o relație cu Sólbjört și au o fiică.  

### Colaboratori
Printre colaboratorii Hatari se numără Sólbjört Sigurðardóttir, Sigurður Andrean Sigurgeirsson și Ástrós Guðjónsdóttir, care sunt considerați parte a Hatari. Toți trei acționează ca și coregrafi și dansatori pentru grup, în timp ce Sólbjört și Ástrós oferă, de asemenea, voci de fundal .   Sólbjört s-a alăturat pentru prima oară grupului în 2016, jucând alături de Ronja Mogensen, care făcuse anterior machiajul grupului.  Din cauza sarcinilor și a altor influențe, vocile de fundal s-au schimbat de mai multe ori; grupul format din Sólbjört, Andrean și Ástrós a fost organizat de Sólbjört în pregătirile pentru Söngvakeppnin 2019.  Andri Hrafn Unnarsson și Karen Briem sunt designeri de costume pentru Hatari, iar Ingi Kristján Sigurmarsson are rolul de grafician.  

## Discografie

### Albume
| Titlu       | Detalii                                                                                           |
| ----------- | ------------------------------------------------------------------------------------------------- |
| Neyslutrans | - Publicat: 17 ianuarie 2020 - Casă de discuri: Svikamylla ehf. - Format: CD, descărcare digitală |

### Extended plays
| Titlu      | Detalii                                                                                            |
| ---------- | -------------------------------------------------------------------------------------------------- |
| Neysluvara | - Publicat: 31 octombrie 2017 - Casă de discuri: Svikamylla ehf. - Format: CD, descărcare digitală |

### Single-uri
| Titlu                                     | An   | Album       |
| ----------------------------------------- | ---- | ----------- |
| "Ódýr"                                    | 2017 | Neysluvara  |
| "X"                                       | 2017 | Neysluvara  |
| "Spillingardans"                          | 2018 | Neyslutrans |
| „ Hatrið mun sigra ”                      | 2019 | Neyslutrans |
| „Klefi / صامد” (împreună cu Bashar Murad) | 2019 | Neyslutrans |
| „Klámstrákur”                             | 2019 | Neyslutrans |
|                                           |      |             |

## Premii și nominalizări
| An   | Premiu                                | Categorie                     | Destinatar         | Rezultat    | Ref.          |
| ---- | ------------------------------------- | ----------------------------- | ------------------ | ----------- | ------------- |
| 2017 | Premiile Grapevine Music 2017         | Cea mai bună performanță live | Hatari             | Câștigător  | [ 30 ] [ 31 ] |
| 2018 | Premiile pentru muzică Grapevine 2018 | Cea mai bună performanță live | Hatari             | Câștigător  | [ 32 ]        |
| 2018 | Premiile muzicale islandeze           | Cântecul anului - Rock        | "Spillingardans"   | Nominalizat | [ 33 ] [ 34 ] |
| 2018 | Premiile muzicale islandeze           | Performer-ul anului           | Hatari             | Câștigător  | [ 33 ] [ 34 ] |
| 2020 | Grapevine Music Awards 2020           | Cântecul anului               | „Hatrið mun sigra” | Câștigător  | [ 35 ]        |